# Joachim Hackbarth
Joachim Hackbarth (* 11. März 1906 in Neuhütten, Kreis Neustettin; † 1. Oktober 1977 in Neustadt am Rübenberge) war ein deutscher Pflanzenzüchter und Genetiker.

## Leben und Wirken
Hackbarth studierte Landwirtschaft an der Universität Göttingen
und an der Landwirtschaftlichen Hochschule Berlin und arbeitete seit 1930 als Doktorand bei Erwin Baur am Kaiser-Wilhelm-Institut für Züchtungsforschung in Müncheberg (Mark). 1932 promovierte er an der Landwirtschaftlichen Hochschule Berlin mit einer Arbeit über Antirrhinum (Löwenmäulchen). Nach der Promotion blieb er in Müncheberg, zunächst als wissenschaftlicher Assistent, seit 1937 als Leiter der Abteilung Leguminosen.
Am 31. Juli 1939, in der Vorbereitungszeit des Überfalls auf Polen, besuchte der Bevollmächtigte für den Vierjahresplan Reichsmarschall Hermann Göring mit großem Tross das KWI in Müncheberg. Der Besuch ist auf verschiedenen Fotos festgehalten. Das Gästebuch des Instituts belegt, dass neben Staatssekretär Erich Neumann, Landesbauernführer Helmut Körner, Generalsekretär der Kaiser-Wilhelm-Gesellschaft Ernst Telschow, Direktor des KWI in Müncheberg Wilhelm Rudorf auch Joachim Hackbarth gebeten war.
Im Mai und Juli 1940 unternahm Hackbarth, damals noch Lupinenforscher am KWI in Müncheberg, eine Besichtigungs- und Sammelreise in das deutsch besetzte Polen.
Im Frühjahr 1941 dozierte er vor der Nordischen Gesellschaft im besetzten Kopenhagen: „Die Abkürzung  der Reifezeit um einige Tage oder eine größere Frostresistenz können den Anbau einer Kulturpflanze in wenigen Jahren um Hundert von Kilometern vorrücken lassen“.
„Auf Anregung des Oberpräsidenten der Provinz Ostpreußen wurde  mit Unterstützung des Reichsministeriums für Ernährung und Landwirtschaft das etwa 500 ha große Gut Adelig Laukischken bei Labiau zur Erweiterung der ostpreußischen Zweigstelle des (Kaiser-Wilhelm) Instituts (mit Wirkung Januar 1941) erworben“, da der Platz für den geplanten Ausbau der ostpreußischen Zweigstelle nicht ausreichte. "Im übrigen fielen dem Direktor des Instituts und einer Reihe seiner Mitarbeiter wichtige Aufgaben bei der landwirtschaftlichen Erschließung der besetzten Ostgebiete zu." Der Umzug des Alten Instituts von Klein Blumenau bei Königsberg erfolgte im Herbst 1941.
Von 1941 bis 1944 arbeitete Hackbarth in der neuen Zweigstelle in Ostpreußen (Gut Laukischken/Kreis Labiau) des Müncheberger Instituts und zwar als stellvertretender Leiter unter Institutsdirektor Walther Hertzsch (1901–1975).
1942 habilitierte er sich an der Universität Berlin. Von 1946 bis 1971 war er Leiter der Zweigstelle des Max-Planck-Instituts für Züchtungsforschung in Scharnhorst bei Neustadt am Rübenberge.
Hauptsächlich beschäftigte sich Hackbarth mit der Züchtung leistungsfähiger Ölpflanzen. Seine Lieblingspflanze war die Lupine, mit der er ein Leben lang eng verbunden blieb. Für Jahrzehnte galt Hackbarth als der führende deutsche Lupinenzüchter. Mit der Schaffung alkaloidarmer Sorten (Süßlupinen) gab er der auf genetischen Grundlagen basierenden Lupinenforschung nachhaltige Impulse. In über 80 Zeitschriftenbeiträgen und in einigen Schriften hat er seine Forschungsergebnisse publiziert. Grundlegend sind mehrere Übersichtsbeiträge in dem mehrbändigen "Handbuch der Pflanzenzüchtung". Zu den besten pflanzenbaulichen Fachbüchern gehörte für mehrere Jahrzehnte seine 1944 erschienene Monographie "Die Ölpflanzen Mitteleuropas". Bei den beschriebenen Pflanzenarten behandelt Hackbarth ausführlich die botanisch-landwirtschaftlichen Grundlagen, alle anbautechnischen Fragen, sowie die Eigenschaften und die Verwertung der Ernteprodukte.

## Bücher und Buchbeiträge
- Die Süßlupine. Züchtung, Anbau und Verwertung einer neuen Kulturpflanze (mit Bernhard Husfeld). Verlag Paul Parey Berlin 1939.
- (Beiträge über Lupinenzüchtung). In: Handbuch der Pflanzenzüchtung. Herausgegeben von Th. Roemer und W. Rudorf. Verlag Paul Parey Berlin; 2. Aufl. ebd. herausgegeben von H. Kappert u. W. Rudorf: Bd. 3, 1943, S. 32–64; Bd. 4, 1944, S. 198–206; 2. Aufl. Bd. 4, 1959, S. 1–51.
- Die Ölpflanzen Mitteleuropas. Wissenschaftliche Verlagsgesellschaft Stuttgart 1944 = Monographien aus dem Gebiete der Fettchemie Bd. 15.
- Anbau und Verwertung von Süßlupinen (mit H.-J. Troll). DLG-Verlag Frankfurt am Main 1960.
- Die Entwicklung der Lupinenzüchtung in Deutschland. In: Dreißig Jahre Züchtungsforschung. Zum Gedenken an Erwin Baur. Herausgegeben von W. Rudorf. Gustav Fischer Verlag Stuttgart 1959, S. 143–149.